# スタウロスポリン
スタウロスポリン（staurosporine、抗生物質AM-2282、STS）は、1977年に大村智らによってストレプトマイセス属の放線菌Streptomyces staurosporeusから単離された天然物である。以後、ビスインドール骨格を有する同種の化合物が50種類以上単離されている。平面構造および相対立体配置はX線回折によって1978年、1981年に、絶対立体配置も同様にX線回折によって1994年に決定された。
スタウロスポリンは強力なプロテインキナーゼ阻害剤である。

## 生理活性
スタウロスポリンは、抗菌活性から降圧作用まで幅広い生理活性を示す。また、抗がん活性を示すことも明らかにされている。
スタウロスポリンはプロテインキナーゼの酵素活性を阻害することで、生理活性を示す。これは、スタウロスポリンが、酵素のアデノシン三リン酸 (ATP) 結合部位に強力に結合するためである。スタウロスポリンはプロテインキナーゼC (PKC) 阻害剤としての活性が注目されていたが、多くのキナーゼに結合して活性を阻害し選択性をほとんど示さない。この特異性の欠如は臨床応用を不可能にしているが、研究のツールとしては有用である。研究では、スタウロスポリンはアポトーシスの誘導に用いられる。アポトーシス誘導の機構ははっきりと解明されていないが、カスパーゼ3の活性化によるアポトーシス誘導機構の経路が明らかにされている 。
スタウロスポリンは様々なキナーゼ阻害剤のリード化合物・前駆体である（例: ミドスタウリン (PKC412)）。さらに、スタウロスポリンはスタウロスポリンアグリコン (K252C) の大量合成の出発原料として用いられる。K252Cは、スタウロスポリン生合成の前駆体である。
スタウロスポリン類縁体の構造を基にして開発されたPKCβアイソザイム選択的阻害剤エンザスタウリン は悪性リンパ腫に対する分子標的薬として、ルボキシスタウリンは糖尿病性網膜症治療薬として、臨床試験が行なわれるなどしている。

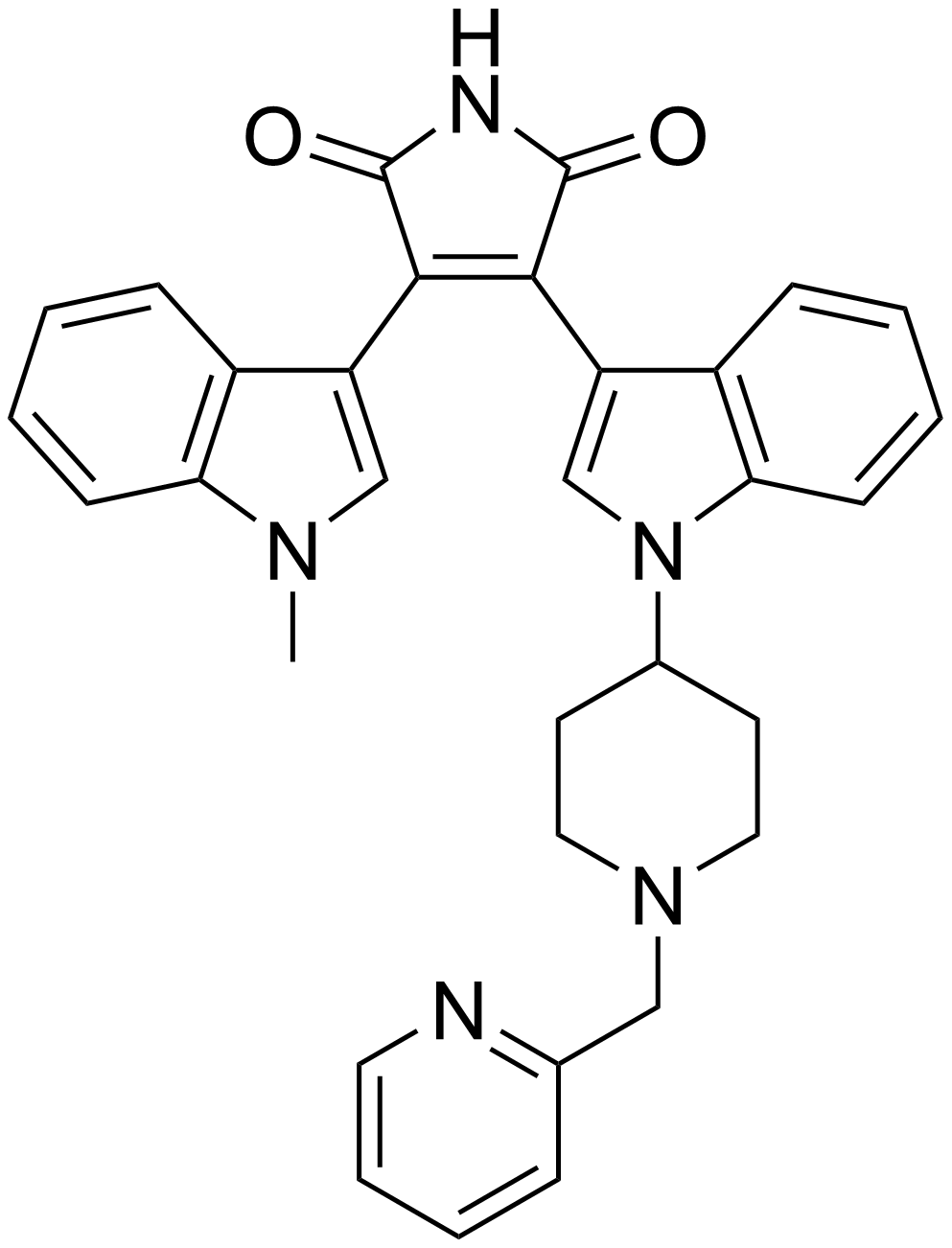
エンザスタウリン
ルボキシスタウリン
K252a
レベッカマイシン

## 生合成
インドロカルバゾールはアルカロイドのビスインドール類に分類される。これらのカルバゾールの中で、Indolo(2,3-a)carbazolesが最もよく単離され、特にIndolo(2,3-a)pyrrole(3,4-c)carbazoleが最も一般的な形である。Indolo(2,3-a)pyrrole(3,4-c)carbazoleは大きく2つのグループに分類される: 一つは、インドール環がハロゲン化され、7位炭素原子が酸化され、インドールの片方の窒素原子がβ-グリコシド結合を有する化合（例: レベッカマイシン）であり、もう一つは両方のインドールの窒素原子がグリコシル化され、ハロゲンを持たず、7位炭素原子が酸化されていない誘導体である。スタウロスポリンは2つめの、非ハロゲン化誘導体に属する。
スタウロスポリンの生合成は、L-トリプトファンから出発する。トリプトファンはL-アミノ酸酸化酵素StaO（FAD依存性と考えられる）によってイミンへと変換される。イミンはStaDによって未同定の不安定中間体（イミンの二量体と推定される）へと変換される。この中間体は自発的にクロモピロール酸 (chromopyrrolic acid) へと変換する。酵素VioEを持っている種では、この中間体はVioEによって酵素的に変換され、violaceinの生合成経路へ分かれる。アリル-アリルカップリングによる芳香環の形成はシトクロムP450によって触媒されると考えられている。
その後、P450であるStaPによるインドール環同士が環化、StaCによる脱炭酸反応によりスタウロスポリンアグリコンK252cが生成する。グルコースは酵素群StaA/B/E/J/I/KによってNTP-L-ristosamineに変換された後、StaGによってスタウロスポリンアグリコンのインドール環の1位に付加される。StaNはもう一方のインドール環に糖を分子内で結合させ、O-demethyl-N-demethyl-staurosporineが生成する。最後にStaMAによるO-メチル化、StaMBによるN-メチル化によってスタウロスポリンが生成する。

## 全合成
スタウロスポリンの全合成は、1995年にサミュエル・ダニシェフスキーのグループによって達成された。その他スタウロスポリンをはじめ、類縁体の全合成が報告されている。